# خط عرض 39° شمال
خط عرض 39° شمال هي إحدى دوائر العرض الجغرافية، وهي دوائر وهمية تحيط بالكرة الأرضية، وموازية لخط الاستواء، وتتميز هذه الدائرة بأن الأراضي الواقعة عليها تنتمي للمنطقة المعتدلة الدفيئة.

## حول العالم
خط عرض 39° شمال يبدأ من خط الزوال الأولي ويتجه شرقا ويمر عبر:
| الإحداثيات                           | البلد أو الإقليم أو البحر | ملاحظات |
| ------------------------------------ | ------------------------- | --- |
| 39°0′N 0°0′E / 39.000°N 0.000°E      | البحر الأبيض المتوسط      | |
| 39°0′N 1°17′E / 39.000°N 1.283°E     | إسبانيا                   | جزيرة إيبيزا (جزيرة) |
| 39°0′N 1°35′E / 39.000°N 1.583°E     | البحر الأبيض المتوسط      | مرورا بجنوب جزيرة Cabrera، إسبانيا |
| 39°0′N 8°23′E / 39.000°N 8.383°E     | إيطاليا                   | جزر سان أنتيكو وسردينيا |
| 39°0′N 9°1′E / 39.000°N 9.017°E      | البحر الأبيض المتوسط      | البحر التيراني - مرورا بشمال جزيرة سترومبولي، إيطاليا |
| 39°0′N 16°8′E / 39.000°N 16.133°E    | إيطاليا                   | |
| 39°0′N 17°10′E / 39.000°N 17.167°E   | البحر الأبيض المتوسط      | البحر الأيوني |
| 39°0′N 20°42′E / 39.000°N 20.700°E   | اليونان                   | البر الرئيسي لليونان وجزيرة وابية |
| 39°0′N 23°22′E / 39.000°N 23.367°E   | بحر إيجة                  | مرورا بشمال جزيرة سكيروس, اليونان |
| 39°0′N 26°17′E / 39.000°N 26.283°E   | اليونان                   | جزيرة لسبوس |
| 39°0′N 26°32′E / 39.000°N 26.533°E   | بحر إيجة                  | |
| 39°0′N 26°48′E / 39.000°N 26.800°E   | تركيا                     | |
| 39°0′N 44°11′E / 39.000°N 44.183°E   | إيران                     | |
| 39°0′N 45°26′E / 39.000°N 45.433°E   | أذربيجان                  | نخجوان المقاطعة الخارجية |
| 39°0′N 46°6′E / 39.000°N 46.100°E    | أرمينيا                   | |
| 39°0′N 46°31′E / 39.000°N 46.517°E   | أذربيجان                  | |
| 39°0′N 46°41′E / 39.000°N 46.683°E   | إيران                     | |
| 39°0′N 48°21′E / 39.000°N 48.350°E   | أذربيجان                  | |
| 39°0′N 49°11′E / 39.000°N 49.183°E   | بحر قزوين                 | |
| 39°0′N 53°2′E / 39.000°N 53.033°E    | تركمانستان                | جزيرة Ogurja Ada |
| 39°0′N 53°3′E / 39.000°N 53.050°E    | بحر قزوين                 | |
| 39°0′N 53°53′E / 39.000°N 53.883°E   | تركمانستان                | |
| 39°0′N 64°6′E / 39.000°N 64.100°E    | أوزبكستان                 | |
| 39°0′N 68°7′E / 39.000°N 68.117°E    | طاجيكستان                 | |
| 39°0′N 73°49′E / 39.000°N 73.817°E   | جمهورية الصين الشعبية     | سنجان تشينغهاي قانسو Qinghai Gansu Qinghai (لحوالي 7 كم) Gansu (لحوالي 30 كم) Qinghai (لحوالي 17 كم) Gansu منغوليا الداخلية (لحوالي 16 كم) Gansu (لحوالي 6 كم) Inner Mongolia Gansu Inner Mongolia نينغشيا Inner Mongolia شنشي شانشي خبي تيانجين (فقط جنوبي مركز المدينة) |
| 39°0′N 117°46′E / 39.000°N 117.767°E | البحر الأصفر              | بحر بوهاي |
| 39°0′N 121°19′E / 39.000°N 121.317°E | جمهورية الصين الشعبية     | لياونينغ (Liaodong Peninsula) — مرورا بشمال داليان |
| 39°0′N 121°51′E / 39.000°N 121.850°E | البحر الأصفر              | مرورا بجنوب Zhangzi Island و Haiyang Island |
| 39°0′N 125°12′E / 39.000°N 125.200°E | كوريا الشمالية            | بيونغان الجنوبية مرورا عبر بيونغيانغ-نهر تايدونغ بيونغان الجنوبية مقاطعة كانجوان - مرورا بجنوب وونسان |
| 39°0′N 127°50′E / 39.000°N 127.833°E | بحر اليابان               | |
| 39°0′N 139°51′E / 39.000°N 139.850°E | اليابان                   | جزيرة هونشو: — ياماغاتا (محافظة) — أكيتا (محافظة) — إيواته (محافظة) — مياغي (محافظة) − لحوالي 1 كم — Iwate Prefecture |
| 39°0′N 141°44′E / 39.000°N 141.733°E | المحيط الهادئ             | |
| 39°0′N 123°42′W / 39.000°N 123.700°W | الولايات المتحدة          | كاليفورنيا نيفادا يوتا كولورادو كانساس ميزوري إلينوي إنديانا كنتاكي أوهايو فيرجينيا الغربية فرجينيا ماريلند - يقطع عبر جسر خليج تشيسابيك ديلاوير |
| 39°0′N 75°20′W / 39.000°N 75.333°W   | خليج ديلاوير              | |
| 39°0′N 74°57′W / 39.000°N 74.950°W   | الولايات المتحدة          | نيوجيرسي |
| 39°0′N 27°57′W / 39.000°N 27.950°W   | المحيط الأطلسي            | يمر بين جزر Graciosa (يعبر حافتها الجنوبية تقريباً) و São Jorge، الأزور, البرتغال |
| 39°0′N 9°25′W / 39.000°N 9.417°W     | البرتغال                  | يمر حوالي 40 كم شمالي لشبونة |
| 39°0′N 6°58′W / 39.000°N 6.967°W     | إسبانيا                   | |
| 39°0′N 0°9′W / 39.000°N 0.150°W      | البحر الأبيض المتوسط      | |